# Костенко, Валентин
Валентин Костенко(11 февраля 1898, х. Веселая Гора Бахмутского у. Екатеринославской губ., теперь относится к сельсовету с. Самарское Александровского р-на Донецкой обл. — 12 июня 1937) — украинский вольный казак, казак Запорожской дивизии Армии УНР, подпольщик, повстанец, инженер-экономист.

## Биография
Костенко родился 11 февраля 1898 на хуторе Веселая Гора Бахмутского уезда (теперь относится к Самарскому сельсовету Александровского района Донецкой области).
В 1917 году Валентин Костенко был организатором Свободного казачества в Бахмуте, а в начале 1918 года стоял во главе организации середнешкольников-украинцев города Бахмута. В апреле 1918 г. сбежал от большевистских репрессий и поступил в Армию УНР. В августе 1918 демобилизовался как ученик. Окончив школу, работал в различных украинских нелегальных учреждениях. В 1919 году окончил Бахмутское реальное училище и поступил в Екатеринославский горный институт. Участник восстания против деникинщины в составе различных повстанческих отрядов, в том числе РПАУ до 1920 года.
Осенью эвакуировался вместе с Екатеринославским повстанческим кошем. Попал в Болгарию, где стал членом всевозможных украинских инициативных групп.
1 сентября 1922 отправился в Прагу с целью получить высшее образование. УГА закончил в 1927 году.

## Творчество
Сотрудничал в журналах под псевдонимом Валентин Рипий.
- Костенко В. Анархічна республіка.